# نوكيا 6.1 بلس
نوكيا 6.1 بلس، المعروف أيضًا باسم نوكيا إكس6 (بالإنجليزية: Nokia X6)‏ (لا يجب الخلط بينه وبين نوكيا إكس6 لعام 2009)، هو هاتف ذكي من فئة المتوسط الذي يحمل علامة نوكيا ويعمل بنظام تشغيل أندرويد.

## الطراز TA-1099 (TA-1083)
| الطراز  | الملاحظات      |
| ------- | -------------- |
| TA-1103 | الطراز العالمي |
| TA-1099 | طراز X6 الصيني |
| TA-1116 | الطراز العالمي |
| TA-1083 | الطراز العالمي |